# جيم دونبار
جيم دونبار (بالإنجليزية: Jim Dunbar)‏ هو صحفي أمريكي، ولد في 9 أكتوبر 1929، وتوفي في 22 أبريل 2019.